# فیلیپ دیمیتروف
فیلیپ دیمیتروف (بلغاری: Филип Димитров Димитров؛ زادهٔ ۳۱ مارس ۱۹۵۵) یک سیاست‌مدار اهل بلغارستان است.